# Szymanów (Lipsko)
Pour les articles homonymes, voir Szymanów.
Szymanów (prononciation : [ʂɨˈmanuf]) est un village polonais de la gmina de Lipsko dans le powiat de Lipsko de la voïvodie de Mazovie dans le centre-est de la Pologne.
Il se situe à environ 6 kilomètres au nord-ouest de Lipsko (siège de la gmina et de la powiat) et à 121 kilomètres au sud de Varsovie (capitale de la Pologne).
Le village possède approximativement une population de 160 habitants en 2014.

## Histoire
De 1975 à 1998, le village appartenait administrativement à la voïvodie de Radom.